# Viburnum elatum
Viburnum elatum är en desmeknoppsväxtart som beskrevs av George Bentham. Viburnum elatum ingår i släktet olvonsläktet, och familjen desmeknoppsväxter. Utöver nominatformen finns också underarten V. e. cuneifolium.